# Anitta (cantante)
Anitta, pseudonimo di Larissa de Macedo Machado (Rio de Janeiro, 30 marzo 1993), è una cantante, attrice, ballerina e imprenditrice brasiliana.
È stata nominata rivelazione dell'anno nella musica nel 2013 dall'Associação Paulista de Críticos de Arte (APCA).

## Biografia

### Infanzia e adolescenza
Anitta è nata e cresciuta nel quartiere di Honório Gurgel, una zona con uno dei più bassi HDI della città di Rio de Janeiro, la figlia più giovane di Míriam Macedo e Mauro Machado. Ha avuto un'infanzia povera ed è stata cresciuta da genitori divorziati, con la madre che ha ottenuto la custodia.
Inizia la sua carriera di cantante all'età di 8 anni quando, dopo l'insistenza dei suoi nonni materni, inizia a cantare nel coro della Parrocchia di Santa Luzia, situata nel suo quartiere. Riceve successivamente lezioni di danza gratuite dall'insegnante di sua madre. Al liceo, completa un corso tecnico in amministrazione pubblica dopo essersi diplomata presso la Scuola Dom Pedro II. L'anno successivo vince il premio "Miglior artista emergente" assegnato dall'Associação Paulista de Críticos de Arte, il principale organismo culturale in Brasile.

### 2010-2013: Esordio eAnitta

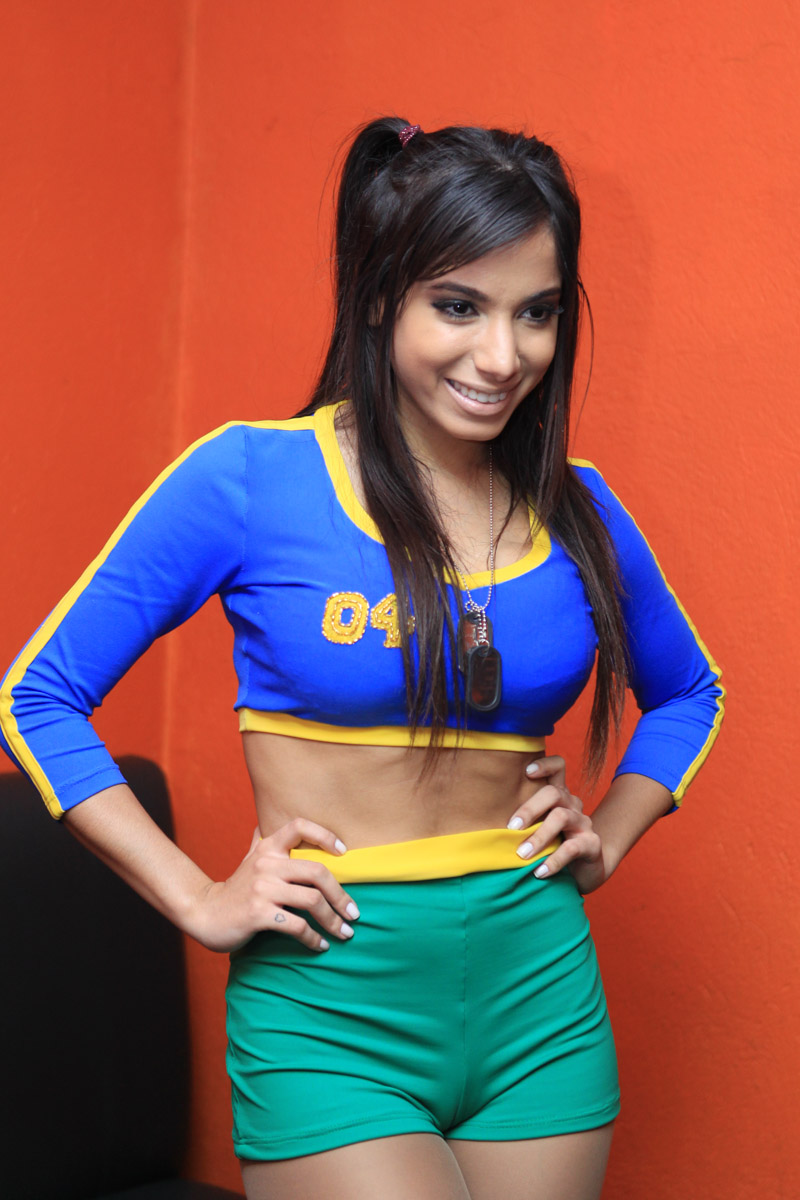
Anitta nel 2013

Nel 2010 firma un contratto con l'etichetta Furacão 2000 grazie a un provino di successo con il produttore Renato Azevedo, pubblicando il suo singolo di esordio Eu vou ficar. Il brano viene inserito in una pubblicazione della sua etichetta del tempo, Armagedom DVD, e in seguito a ciò l'artista decide di aggiungere una "T" al suo nome d'arte. Segue il secondo singolo Fica só olhando, inserito in una seconda versione del citato DVD.
Nel 2012 esegue la sua prima performance televisiva, una cover di Claudia Leitte: in seguito alla performance, la produttrice Kamilla Fialho nota l'artista per poi metterla sotto contratto con la sua etichetta K2L Entertainment, pagando la penale alla Furacão 2000. Pubblica dunque il singolo Meiga e abusada, il cui video è stato diretto da Blake Farber. Il singolo ha ottenuto un notevole successo commerciale. Questo le permette di ottenere un contratto con Warner Music Group.
L'album di esordio eponimo Anitta viene pubblicato nel giugno 2013. Nel 2013 ha acquisito fama internazionale con la canzone Show das poderosas, che ottiene un notevole successo in Brasile. Il disco contiene altri brani di successo come Não para. In questo periodo, Anitta riceve un cachet di 10.000 dollari a concerto: uno dei più alti in Brasile.

### 2014-2016: Ritmo perfeitoeBang
Concluso il suo primo tour e pubblicato un DVD della tournée, Anitta pubblica i singoli Quem Sabe e Blá Blá Blá. Il primo serve a lanciare l'album dal vivo Meu lugar, mentre il secondo fa da traino all'album in studio Ritmo perfeito, pubblicato nel maggio 2014. Nel novembre 2014 si esibisce ai Latin Grammy Awards. Nei mesi successivi, pubblica altri singoli dall'album ed esordisce come attrice nel film Copa de Elite. Seguono altre apparizioni in film televisivi brasiliani.
Nel giugno 2015 annuncia il suo ritorno con il singolo Deixa ele sofrer, uscito il mese successivo. L'album Bang esce il 13 ottobre 2015. Il progetto vende 40 000 copie nella sua prima settimana nel solo mercato brasiliano.  Al termine della promozione, l'album vende 170 000 copie grazie al traino di vari altri singoli, tra cui la title track Bang. Anitta vince agli MTV Europe Music Awards  come miglior artista brasiliano nel 2014 e nel 2015; nel 2015 trionfa anche come Best Latin America Act. Nello stesso periodo, l'artista pubblica il singolo Blecaute con Nile Rodgers e Jota Quest.
Nell'ottobre ottobre 2015 Anitta diventa la prima cantante brasiliana a vincere il premio di miglior artista latino-americano agli MTV Europe Music Awards. Nel 2016 si esibisce accanto ad Andrea Bocelli e pubblica varie collaborazioni tra cui Sim ou não con Maluma e Ginza con J Balvin. Sempre nel 2016 viene pubblicato il videogioco Just Dance 2017, in cui viene incluso anche il brano Bang.

### 2017-2018: CheckmateeSolo

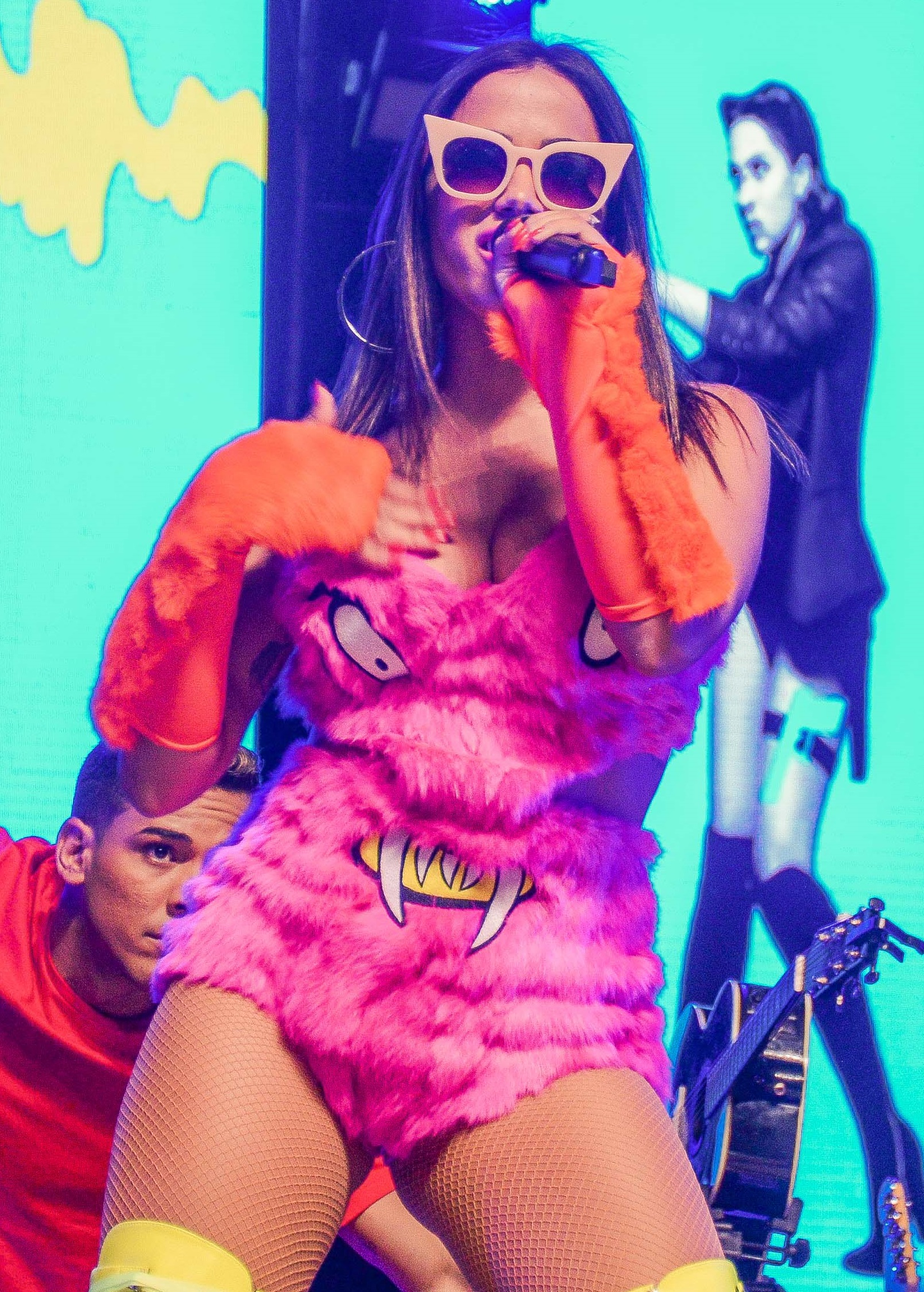
Anitta nel 2017

Nel 2017 Anitta collabora con vari altri cantanti latini nonché con la rapper australiana Iggy Azalea nel brano Switch: si tratta del suo primo brano in lingua inglese. Successivamente pubblica il singolo Paradinha, interpretato in parte in portoghese e in parte in spagnolo, e collabora con i Major Lazer e Pabllo Vittar nel singolo Sua cara. Tale singolo ottiene rilevanza internazionale. Segue la pubblicazione Will I See You, il primo singolo da solista di Anitta in inglese. Il brano è prodotto dal vincitore di Grammy Poo Bear. Seguono la pubblicazione del singolo del DJ Alesso Is That for Me e dell'EP Checkmate, da cui viene estratta la collaborazione con J Balvin Downtown.
Nel 2018 sulla piattaforma Netflix viene pubblicata la docu-serie biografica Vai Anitta. Nello stesso periodo vengono pubblicati i singoli Machika con J Balvin e il brano da solista Indecente; la cantante è inoltre protagonista dello show televisivo Anitta entrou no grupo. Seguono performance a Rock in Rio e un tour in Brasile. Viene poi pubblicato il singolo Medicina, inserito poi nel videogioco Just Dance 2019. Nei mesi successivi, dopo aver pubblicato altri singoli, Anitta esordisce come giudice nella versione messicana di The Voice e pubblica l'EP poliglotta Solo.

### 2019-2020: Kisses eBrasileirinha
Nel febbraio 2019, l'artista ha pubblicato cinque canzoni: "Terremoto" (il cui video musicale si basa su "I'm Still in Love with You" di Sean Paul) con Kevinho; "Bola Rebola" (singolo simile a "Vai Malandra") con Tropkillaz, J Balvin e MC Zaac; una nuova registrazione di "Zé do Caroço" con i produttori Jetlag; "Te Lo Dije" con Natti Natasha e "Favela Chegou" con Ludmilla. Il 15 marzo, è stata pubblicata la canzone "R.I.P." della messicana Sofía Reyes con la partecipazione della britannica Rita Ora e di Anitta.
Il 5 aprile esce il quarto album in studio della cantante, intitolato Kisses, che riesce a piazzarsi in numerose classifiche internazionali.  Si tratta del suo primo album visivo e trilingue. Il singolo di lancio dell'album, Poquito, con il rapper americano Swae Lee, è stato pubblicato contemporaneamente all'album.
Anitta è presente nella colonna sonora del film UglyDolls, uscito ad aprile dello stesso anno, con la canzone Ugly, registrata in tre lingue: inglese, spagnolo e portoghese. Il 14 giugno, Madonna lancia Madame X, dove Anitta partecipa nella traccia Faz Gostoso, cover della cantante portoghese Blaya.
Collabora nuovamente con i Major Lazer in Make It Hot, traccia pubblicata il 19 giugno e presente nell'album Music Is the Weapon del gruppo. Il 21 giugno viene pubblicata la canzone Pa'lante insieme ad Alex Sensation e Luis Fonsi. L'11 luglio è stata lanciata "Muito Calor", una collaborazione tra Anitta e il cantante Ozuna. La canzone faceva parte del terzo album in studio della cantante, intitolato Nibiru, ma è stata rimossa per motivi non chiariti. Il 6 settembre è stata lanciata la collaborazione tra Anitta e Léo Santana, Contatinho. La canzone è stata registrata dal vivo, come canzone di apertura del DVD di Léo Santana, chiamato Levada do Gigante. Ancora a settembre, il 30, insieme al gruppo Black Eyed Peas, hanno pubblicato il singolo Explosion. Lo stesso mese, Anitta ha firmato con Skol Beats per diventare il capo della creatività e dell'innovazione del marchio.
Il 4 ottobre, collabora con il cantante Vitão in Complicado. Nello stesso mese esce "Pantera" per la colonna sonora del film Charlie's Angels. Inizia contestualmente pubblicare alcuni singoli in portoghese: la prima è Some Que Ele Vem Atrás, in collaborazione con la cantante Marília Mendonça, il cui video musicale è stato registrato dal vivo durante la 26ª edizione del Premio di Musica Brasiliana Multishow. Segue Combatchy, collaborazione Lexa, Luísa Sonza e MC Rebecca. Il 23 novembre, ha partecipato allo spettacolo di apertura della finale della Coppa Libertadores insieme a Sebástian Yatra, Fito Páez e Martina Stoessel, esibendosi con la canzone Y Dale Alegría A Mi Corazón. Il 13 dicembre viene pubblicato il lancio del singolo Meu Mel, in collaborazione con il trio Melim; Segue Até o Céu, un duetto con MC Cabelinho e l'ultima traccia del progetto, è stato reso disponibile il 20 dicembre. Nel giugno 2020, Anitta ha firmato un contratto discografico con la Warner Records negli Stati Uniti, in previsione del suo primo album di debutto negli Stati Uniti che dovrebbe essere pubblicato entro la fine del 2020.
Nel gennaio 2020, pubblica il singolo Jogação con la band Psirico. Il videoclip della canzone è stato registrato dal vivo durante gli "Ensaios da Anitta", uno spettacolo tenutosi all'Espaço das Américas di San Paolo. Il mese successivo, pubblica la canzone Rave de Favela in collaborazione con il cantante brasiliano MC Lan e il gruppo americano Major Lazer. Partecipa poi alle canzoni Contando Lunares del cantante spagnolo Don Patricio,Joga Sua Potranca del DJ brasiliano Gabriel do Borel e Danca Assim del musicista angolano Preto Show. Ancora nel mese di febbraio, la cantante ha partecipato a quattro episodi della telenovela Amor de Mãe. Durante l'isolamento sociale a causa della pandemia di COVID-19, Anitta debutta come conduttrice del programma Anitta Dentro da Casinha, trasmesso dal canale Multishow. Viene confermato che Anitta è al lavoro con Ryan Tedder su un nuovo album..
Nel mese di agosto 2020, Anitta ha pubblicato il suo primo singolo in Italiano, Paloma con Fred de Palma, ottenendo un forte successo commerciale in Italia. In agosto 2020 è stata anche presente nell'album di WC No Beat in una traccia chiamata Cena de Novela insieme a Djonga & PK e ha partecipato alla canzone trap Tá Com o Papato di Papatinho con Dfideliz & BIN.
Il 18 settembre 2020, pubblica Me Gusta in collaborazione con Cardi B e Myke Towers. Il brano diventa la prima entrata di Anitta nella Billboard Hot 100. Nel settembre 2020, Al'artista mette in dubbio il risultato dato da Google sul significato della parola "Patroa" in portoghese, poiché la definizione precedente di Google indicava che "Patrão" (maschile) era il proprietario o il capo, mentre la parola "Patroa" (femminile) era definita come la moglie del capo. La cantante è riuscita a far cambiare la definizione della parola nel dizionario dell'Università di Oxford e come veniva mostrata nelle ricerche su Google.

### 2021-2022:Versions of Me, successo e riconoscimento internazionale.
Nel marzo 2021, Anitta e Maluma partecipano al remix di Mi Niña con Wisin, Myke Towers e Los Legendarios. Il 14 aprile 2021, Anitta spartecipa all'apertura dei Latin American Music Awards proprio con tale brano". A maggio, prende parte all'evento dei Latin Grammy Awards "Ellas y su Musica", dedicato alle donne della musica latina, ed esegue il singolo Girl from Rio. A maggio, Anitta collabora con Lunay in Todo o Nada, che ottiene rilevanza internazionale.
Nel giugno 2021, pubblica il suo primo singolo in francese Mon Soleil, con Dadju: il brano diventa il maggior successo per un artista brasiliano in Francia. La canzone ha valso ad Anitta due nomination nelle principali categorie ai NRJ Music Awards. Nel giugno 2021, collabora di nuovo con Fred de Palma in Un Altro Ballo. Sempre nel giugno 2021, la cantante è entrata nel consiglio di amministrazione della startup Nubank. A luglio 2021, oltre a esibirsi e vincere alcuni premi in varie manifestazioni, Anitta è stata onorata con un premio di riconoscimento speciale per il suo contributo all'empowerment femminile.
Si esibisce con Girl from Rio agli MTV Video Music Awards il 12 settembre. Anitta è apparsa, per la prima volta, al Met Gala 2021, a settembre insieme all'imprenditore brasiliano nel settore delle calzature Alexandre Birman. Il 18 ottobre 2021, Anitta si è unita a Billie Eilish, BlackPink, Barack Obama, Papa Francesco, Jaden Smith e altri per lo speciale YouTube Originals che mira a sensibilizzare sull'importanza del cambiamento climatico nel pianeta, Dear Earth. A settembre, insieme a Charli XCX, Anitta fa da mentore nel concorso canoro tenuto da Billboard e Samsung Galaxy, Billboard NXT. A novembre 2021, Anitta si esibisce nella performance di apertura dei Latin Grammy insieme a Gloria Estefan e Carlinhos Brown.
Il 9 dicembre, insieme a Pedro Sampaio, partecipa al singolo No Chão Novinha. Si esibisce successivamente al Capodanno della NBC condotto da Miley Cyrus e Dolly Parton. Anitta ha fatto parte della colonna sonora di Fast & Furious 9 con la canzone "Furiosa" e di Sing 2, con la canzone "Suéltate" in collaborazione con Sam i, BIA & Jarina De Marco.
Il 3 gennaio 2022 viene annunciato un accordo commerciale con Sony Music Publishing. Il singolo in spagnolo "Envolver", pubblicato alla fine del 2021, diventa un enorme successo globale raggiungendo la vetta della Billboard Global Excl. U.S., un risultato mai ottenuto prima da una donna brasiliana, e la numero due nella classifica Billboard Global 200. La canzone ha ricevuto elogi dalla stampa internazionale ed è stata inclusa in diverse liste "best of the year", come Los Angeles Times, Billboard e altre ancora. La rivista Rolling Stones ha nominato la canzone l'81ª migliore canzone di reggaeton di tutti i tempi.
Il 26 marzo, si esibisce sul palco principale del Lollapalooza Brazil insieme a Miley Cyrus in "Boys Don't Cry": la performance viene inserita nell'album Attentions: Miley Live. Il 31 marzo 2022, Anitta ha annunciato che il suo quinto album in studio e il secondo multilingue, Versions of Me, sarebbe stato pubblicato il 12 aprile. Il progetto diventa il primo album pop brasiliano a raggiungere la quota di 1 miliardo di stream su Spotify. L'album ha raggiunto il debutto più alto di un artista brasiliano su iTunes, Apple Music e Spotify negli Stati Uniti, l'album è stato il più trasmesso al mondo al suo debutto su Spotify Global al momento della sua uscita, oltre ad essere il terzo debutto più alto su Spotify negli Stati Uniti. Versions of Me ha infranto il record per il più grande debutto di Spotify da parte di un artista brasiliano nella storia della piattaforma con oltre 9,1 milioni di stream. L'album ha ottenuto inoltre un riscontro positivo dalla critica. Successivamente si esibisce agli MTV Video Music Awards con Envolver e vince nella categoria Best Latin. L'artista si esibisce e vince un premio anche durante gli American Music Awards: in entrambe le manifestazioni, è la prima artista brasiliana a riuscirci.
Recita da protagonista nel video musicale di First Class, successo globale di Jack Harlow. Il 15 maggio, insieme a Michael Bublé, è stata una delle presentatrici ai Billboard Music Awards. Il 2 giugno 2022, le viene dedicata una statua di cera al Madame Tussauds di New York, diventando così la prima cantante brasiliana ad apparire nel museo. Ancora nel giugno 2022, Anitta ha iniziato un tour promozionale nei principali festival musicali in Europa. Lo spettacolo in Polonia è stato cancellato a causa della guerra in corso tra Russia e Ucraina.
Il 6 luglio 2022, TINI pubblica La Loto, una collaborazione con Anitta e Becky G L'8 luglio 2022 è stata pubblicata la canzone No Más in collaborazione con Murda Beatz, J Balvin, Quavo e Pharrell.
Nell'agosto del 2022, Anitta pubblica la versione deluxe di Versions of Me, che include collaborazioni con Maluma e Missy Elliot oltre alla versione trilingue di Dançarina con Pedro Sampaio, Dadju, Nicky Jam e MC Pedrinho. Lobby con Missy Elliott ha guadagnato ad Anitta la sua prima entrata sulla più grande piattaforma di streaming del Giappone, Line Music, rendendola la prima artista del Brasile a raggiungere questo traguardo.
Il 28 ottobre 2022, i Black Eyed Peas collaborano con Anitta ed El Alfa in Simply the Best, singolo dall'album album Elevation. Nel novembre 2022, oltre ad essere stata nominata in due categorie ai Latin Grammy Awards, Anitta è fra le performer e le presentatrici della serata. Viene quindi inserita nella lista Forbes 30 Under 30 Nord America 2023, nella categoria della musica, come una dei leader della prossima generazione della musica latinoamericana. In virtù della notorietà raggiunta negli Stati Uniti, Anitta viene nominata ai Grammy Awards 2023 nella categoria Best New Artist.
Il 2 novembre, Anitta si è unita a Lil Nas X, BTS e Tyler the Creator per essere premiata ai WSJ Magazine Innovator Awards 2022, organizzati da The Wall Street Journal, che onora i visionari in diverse aree dell'intrattenimento. A novembre, si è esibita ai Los 40 Music Awardscon Envolver. Il 15 novembre 2022, Anitta ha pubblicato una versione di Practice ("Prooshtis" nella lingua del gioco) interamente in Simlish, per la campagna globale The Sims Sessions in The Sims 4. Il 30 novembre, Anitta ha pubblicato il suo terzo EP, À procura da Anitta perfeita, per l'etichetta Warner Music Brasil, pubblicato senza alcun annuncio.  Il 27 dicembre 2022, il Guinness dei Primati ha pubblicato una lista dei sei migliori artisti musicali del 2022, inserendo anche Anitta in questa lista.

### 2023-presente: Élite
Il 18 gennaio 2023, la drag queen Gloria Groove ha pubblicato la canzone Proibidona in collaborazione con Anitta e Valesca Popozuda. Il 20 gennaio 2023, vince il premio "Miglior Artista Globale" ai All Africa Music Awards: nessun artista latino aveva mai ottenuto questo risultato prima Il 23 gennaio, riceve 6 nomination ai Premio Lo Nuestro, uno dei più importanti premi della musica latina. Recita successivamente in uno spot televisivo post-Super Bowl per la campagna "Beat of Joy", che presentava un remix della canzone "Envolver" registrato in uno studio alimentato dall'elettricità di oltre 6.000 patate. Questa campagna ha stabilito un record mondiale Guinness.
Collabora successivamente con Pabllo Vittar nelle tracce Balinha de Coração e Calma Amiga, Il 2 marzo, Anitta è stata eletta dalla rivista Variety come la settima donna internazionale più influente del 2023. Viene poi eletta da Bloomberg Línea come una delle donne con maggiore impatto nel 2023, insieme a nomi come Shakira, Karol G e altri. Il 9 marzo, viene confermata come parte del cast della settima stagione della popolare serie Netflix spagnola, Élite. Il 12 marzo, Anitta e Jão pubblicano pubblicato la collaborazione Pilantra, Il 13 marzo, la cantante riceve due nomination ai Latin American Music Awards e nell'aprile abbandona la Warner Music Group. Il 20 aprile, la Variety ha riportato che la cantante ha firmato un contratto con la Republic Records. Anitta sarà la protagonista del Kick Off Show della Pepsi della finale di UEFA Champions League a Istanbul, in Turchia, il 10 giugno. Il 26 maggio in collaborazione con il cantante e rapper spagnolo Rvfv e all'italiano Sfera Ebbasta e hanno pubblicato una canzone bilingue, in spagnolo e italiano, Capitán. Questa è la terza canzone in cui Anitta canta in italiano.

## Stile e influenze musicali

### Stile musicale
La musica di Anitta è generalmente pop, funk carioca, funk melody e Latin pop, ma incorpora anche R&B, dance-pop, electropop, EDM,[234] reggae, e reggaeton. Oltre ad avere canzoni in cinque lingue diverse nella sua discografia, come portoghese, spagnolo, inglese, italiano e francese.

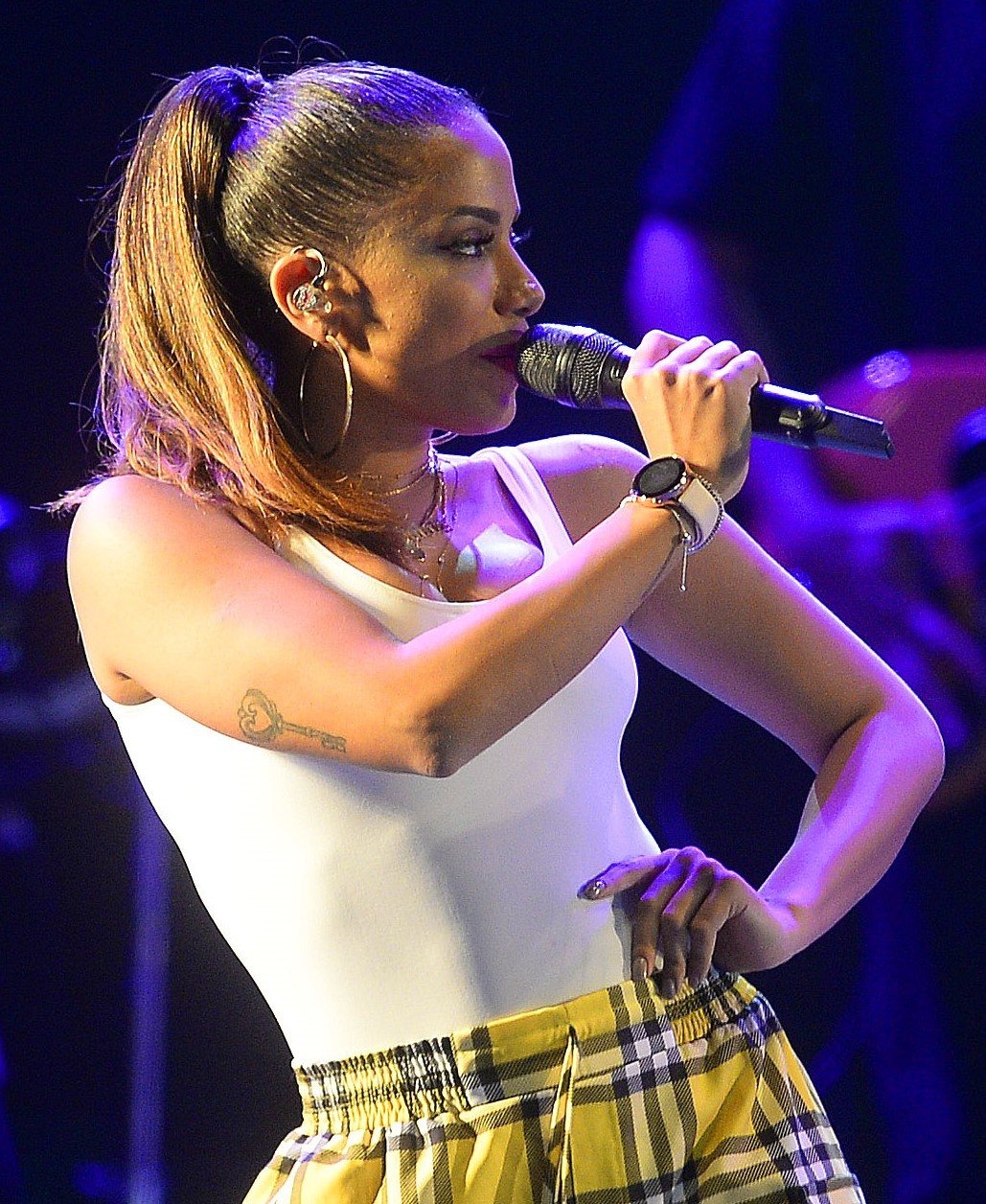
Anitta nel 2019

### Nome d'arte
Il nome d'arte di Anitta è stato ispirato dal personaggio di Anita, dal libro Presença de Anita adattato come teleserie da Rede Globo nel 2001. Ha pensato che il personaggio fosse "straordinario" perché "[poteva] essere sexy senza sembrare volgare; ragazza e donna allo stesso tempo".

### Influenze
L'artista cita Beyoncé, Carmen Miranda, Shakira, Mariah Carey, Rihanna, Katy Perry, Pussycat Dolls, Madonna, Kane Nash, Britney Spears, Colbie Caillat.

### Voce
Anitta ha una voce da soprano e due ottave di estensione vocale.

## Vita privata
Anitta si definisce bisessuale. Ha avuto una relazione con Mr. Thug, il cantante dei Bonde da Stronda, dall'inizio del 2011 fino alla fine del 2012. La cantante ha anche avuto una relazione con la sua ballerina Ohana Lefundes, con la dottoressa Pamela Tosatti e con l'attore e modello Pablo Morais. Il 17 novembre 2017 si è sposata con il businessman Thiago Magalhães, con cui era in contatto dal maggio dello stesso anno. La coppia si è sposata con separazione dei beni. Hanno annunciato il loro divorzio nel settembre 2018. Dal giugno 2019, è stata fidanzata con Pedro Scooby, fino alla loro rottura nell'agosto 2019. Ha anche iniziato a frequentare Gabriel David nel febbraio 2020, ma si sono lasciati nell'aprile di quell'anno. Un mese dopo, ha iniziato a frequentare il conduttore televisivo Gui Araújo, fino alla loro rottura nel giugno dello stesso anno. Il 12 giugno 2022, giorno degli innamorati in Brasile, Anitta ha rivelato di frequentare il produttore discografico canadese Murda Beatz, ma si sono lasciati due mesi dopo.
In un'intervista per la rivista Trip nel 2017, ha dichiarato che se non avesse intrapreso la sua carriera artistica, sarebbe stata "una psicologa felice".
Nel gennaio 2019, dopo aver visto il documentario Cowspiracy (2014), ha iniziato la transizione al veganismo. PETA l'ha nominata una delle Celebrità Vegane più Belle del 2022, insieme al cantautore Lenny Kravitz.
Anitta è una poliglotta. Oltre alla sua lingua madre, il portoghese, parla fluentemente l'inglese e lo spagnolo. Ha anche un livello avanzato di italiano e un livello intermedio di francese. Inoltre, ha preso lezioni di giapponese e ha intenzione di imparare il coreano.

## Eredità e impatto
Anitta è la più grande popstar del Brasile degli ultimi anni ed è l'artista brasiliana con la maggiore esposizione internazionale, citata da diverse riviste, siti web di fama e anche dai Grammy, come la Regina del Pop Brasiliano. Inoltre, è diventata una delle artiste latine più acclamate degli ultimi tempi. Nel 2018 la cantante è stata eletta dalla Billboard come il 7° artista più influente al mondo nella lista Billboard Social 50, che ha elencato i 50 artisti più influenti sui social media. Nel 2022 ha vinto il premio di riconoscimento per il suo impatto culturale e per essere l'ambasciatrice della musica brasiliana presso la WSJ. Magazine. La cantante viene citata diverse volte come la "Prima Brasiliana", in quanto apre sempre porte che nessun artista nato in Brasile ha mai attraversato. Viene spesso citata come il nome più grande del funk e pop brasiliano oggi, essendo l'esponente del ritmo per il mondo, accreditata dalla Billboard come responsabile dell'aggiornamento di ciò che veniva inteso come musica urbana al Latin Grammy e l'inclusione del funk brasiliano per la prima volta tra i generi che compongono il concetto. Nel marzo del 2023, la Latin Recording Academy dei Latin Grammy Awards ha annunciato cambiamenti e aggiunte alle categorie della cerimonia di premiazione, tra cui il premio per la Miglior Performance Urbana in Lingua Portoghese. Questa nuova categoria riconosce la crescita della musica urbana in lingua portoghese e l'importanza del mercato musicale brasiliano e portoghese per l'industria musicale globale. Secondo Variety e altre riviste, la cantante Anitta è stata una delle responsabili dell'inclusione di questa nuova categoria nella cerimonia di premiazione. "[...] Con l'aggiunta della categoria Miglior Performance Urbana in Lingua Portoghese, l'Accademia risponde all'ascesa della musica in Brasile e Portogallo, dove artisti come Anitta hanno ottenuto riconoscimento globale. [...]".
Oltre alla musica, la cantante è diventata la terza personalità più influente nella politica in Brasile, specialmente nel 2022, dietro l'ex presidente Jair Bolsonaro e l'influencer Felipe Neto. Diversi portali di notizie riportano che Anitta ha giocato un ruolo chiave nell'esercitare pressione sui politici nelle votazioni su questioni riguardanti l'ambiente, la cultura, il razzismo e l'omofobia, essendo un nemico diretto di Jair Bolsonaro. La cantante, insieme ad altri artisti, ha rafforzato il sostegno per il candidato rivale dell'ex presidente Bolsonaro, il presidente Lula. Il sostegno di Anitta è stato più preciso nell'incoraggiare i giovani dai 16 ai 18 anni a ottenere i loro documenti elettorali, l'effetto ha attirato più di 2 milioni di adolescenti, la campagna di arruolamento dei giovani e la regolarizzazione del titolo elettorale hanno portato la Corte elettorale superiore a registrare un record di registrazioni, di oltre 8,5 milioni di richieste di assistenza sulla situazione elettorale.
Nel 2021 è stata eletta una delle personalità più influenti al mondo da Time, entrando nella lista 'Time 100 Next', che porta nomi emergenti in tutto il pianeta, nel 2022 la cantante è stata inserita nella lista Forbes 30 Under 30 America del Nord, come uno dei leader della prossima generazione della musica latinoamericana. La cantante è anche una delle maggiori influenze per il marketing moderno nella storia recente del Brasile.

## Immagine pubblica

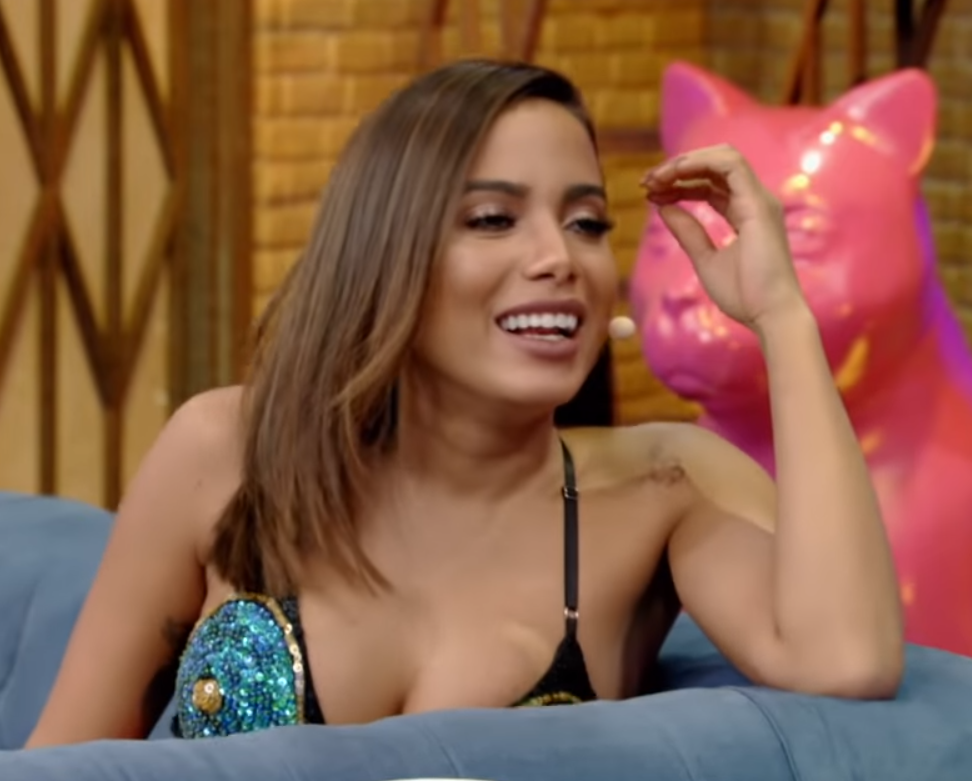
Anitta nel 2018

Fin dagli esordi, i media si sono riferiti ad Anitta con l'appellativo di sex symbol. Nel 2017, Billboard ha inoltre definito la cantante come una delle personalità più rilevanti sui social network. Raggiunto il successo, Anitta ha inoltre legato il suo volto a svariati marchi, prestandosi a numerose campagne pubblicitarie.

## Filantropia
Nel 2014 Anitta ha effettuato delle donazioni per le persone senzatetto. Nel 2016 la cantante ha invece donato del denaro alle persone che vivono presso una delle principali favelas alle porte di Rio De Janeiro, Cidade de Deus.

## Affari e imprese
Nel corso della sua carriera, Anitta ha girato spot per marchi come Adidas, Samsung, Shein, Burger King,Lay's, Tinder, Skol,Bacardi, Pepsi, The Sims, e molti altri.
Nel 2014 ha fondato il gruppo Rodamoinho, una società holding per la musica e l'intrattenimento con sedi a Rio de Janeiro e Los Angeles. La holding ha le società "Rodamoinho Entretenimento", che è specificamente rivolta alla produzione e alla realizzazione di concerti, eventi e tour. "Rodamoinho Records" è una società dedicata all'industria musicale nel suo complesso, che oltre ad essere un'etichetta discografica e un editore, effettua anche una ricerca di cataloghi, registrazione di opere, rilascio e distribuzione di singoli, EP e album, gestione e organizzazione della raccolta musicale e negoziazione commerciale di utilizzo e sincronizzazione. "Rodamoinho Filmes" è una società di produzione audiovisiva, responsabile della produzione, esecuzione e consegna di videoclip, spettacoli dal vivo e film. È anche responsabile dell'ideazione e della produzione esecutiva del cartone animato basato sulla vita della cantante, "Clube da Anittinha". E "Floresta Music & Touring" è una società dedicata alla gestione e alla pubblicazione internazionale di artisti brasiliani.
Nel settembre 2019, la cantante diventa Capo della Creatività e dell'Innovazione presso Skol Beats, un marchio di Ambev, una delle più grandi birrerie al mondo. Successivamente lancia, insieme al marchio di antitraspirante Rexona, una nuova linea di prodotti "Rexona by Anitta" nel 2019. A novembre 2022, la cantante diventa il volto di tutte le campagne Rexona 72h.
Il 16 gennaio 2021 ha firmato partnership con il marchio di prodotti vegani Cadiveu Essentials, una linea di riparazione che comprende cinque prodotti per una routine di cura dei capelli. L'artista ha partecipato attivamente, insieme al team di sviluppo, alle produzioni del marchio.
Il 21 giugno 2021, Anitta è stata annunciata come membro del consiglio di amministrazione della neobanca Nubank, la più grande banca fintech in America Latina. La cantante partecipa alle riunioni trimestrali con il consiglio di amministrazione dell'azienda per assistere nelle decisioni strategiche sul futuro e miglioramento dei servizi offerti dalla fintech alle classi più vulnerabili..
Il 23 maggio 2022, insieme all'istituzione educativa Estácio, ha lanciato il corso online "Anitta Prepara", un corso rivolto all'area dell'imprenditorialità. Anitta fornisce mentoring ed è supportata da un team di professori dell'istituto di istruzione superiore, tutti specializzati in imprenditorialità e innovazione. Il 26 maggio, la cantante è stata annunciata come partner della foodtech brasiliana focalizzata sulle carni a base di piante, Fazenda Futuro (o Future Farm, il suo marchio negli Stati Uniti)..
Come co-creatrice e in collaborazione con l'azienda farmaceutica Cimed, Anitta ha lanciato il profumo intimo genderless "Puzzy By Anitta". Il profumo intimo, testato dermatologicamente e ginecologicamente, nonché approvato da Anvisa, ha venduto oltre 400.000 unità. Il profumo è diventato il primo prodotto Cimed ad essere venduto al di fuori del Brasile.

## Discografia
- 2013 – Anitta
- 2014 – Ritmo perfeito
- 2015 – Bang
- 2019 – Kisses
- 2022 – Versions of Me
- 2024 – Funk Generation
- 2024 – Ensaios da Anitta

## Filmografia

### Cinema
- Copa de Elite, regia di Victor Brandt (2014)
- Didi e o segreto dos anjos, regia di Jayme Monjardin (2014)
- Breaking Dance (Breaking Through), regia di John Swetnam (2015)
- Meus 15 anos (Meus 15 anos: O filme), regia di Caroline Fioratti (2017)
- Minha vida en Marte, regia di Susanna Garcia (2018)
- Hitpig, regia di Letícia dos Anjos (2023)

### Televisione
- Amor à vida – telenovela (2013)
- Dança dos famosos – programma TV, concorrente (2014)
- Vai que cola – telenovela, episodi 2x08, 4x31 (2014-2016)
- Alto Astral – telenovela (2015)
- Osmar, a primeira fatia do pão de forma – serie animata, episodio 2x14 (2015)
- Tomara que caira – telenovela, episodio 1x01 (2015)
- La voz – programma TV, giudice (2018)
- Vai Anitta – docuserie (2018)
- Amor de mãe – telenovela, 4 episodi (2020)
- Anitta: Made in Honório – docuserie (2020)
- Élite – serie TV (2023)

## Doppiatrici italiane
Nelle versioni in italiano dei suoi film, Anitta è stata doppiata da:
- Giorgia Locuratolo in Élite